# Cantón de Vicennes-Este
El cantón de Vincennes-Este era una división administrativa francesa, que estaba situada en el departamento de Valle del Marne y la región de Isla de Francia.

## Composición
El cantón estaba formado por una fracción de la comuna que le daba su nombre:
- Vincennes (fracción)

## Supresión del cantón de Vincennes-Este
En aplicación del Decreto n.º 2014-171 de 17 de febrero de 2014, el cantón de Vincennes-Este fue suprimido el 22 de marzo de 2015 y la fracción de comuna se unió con su otra fracción para que, por medio de una reestructuración cantonal, fuera creado el nuevo cantón de Vicennes, excepto una fracción que pasó a formar parte del nuevo cantón de Fontenay-sous-Bois.